# Spiel des Jahres

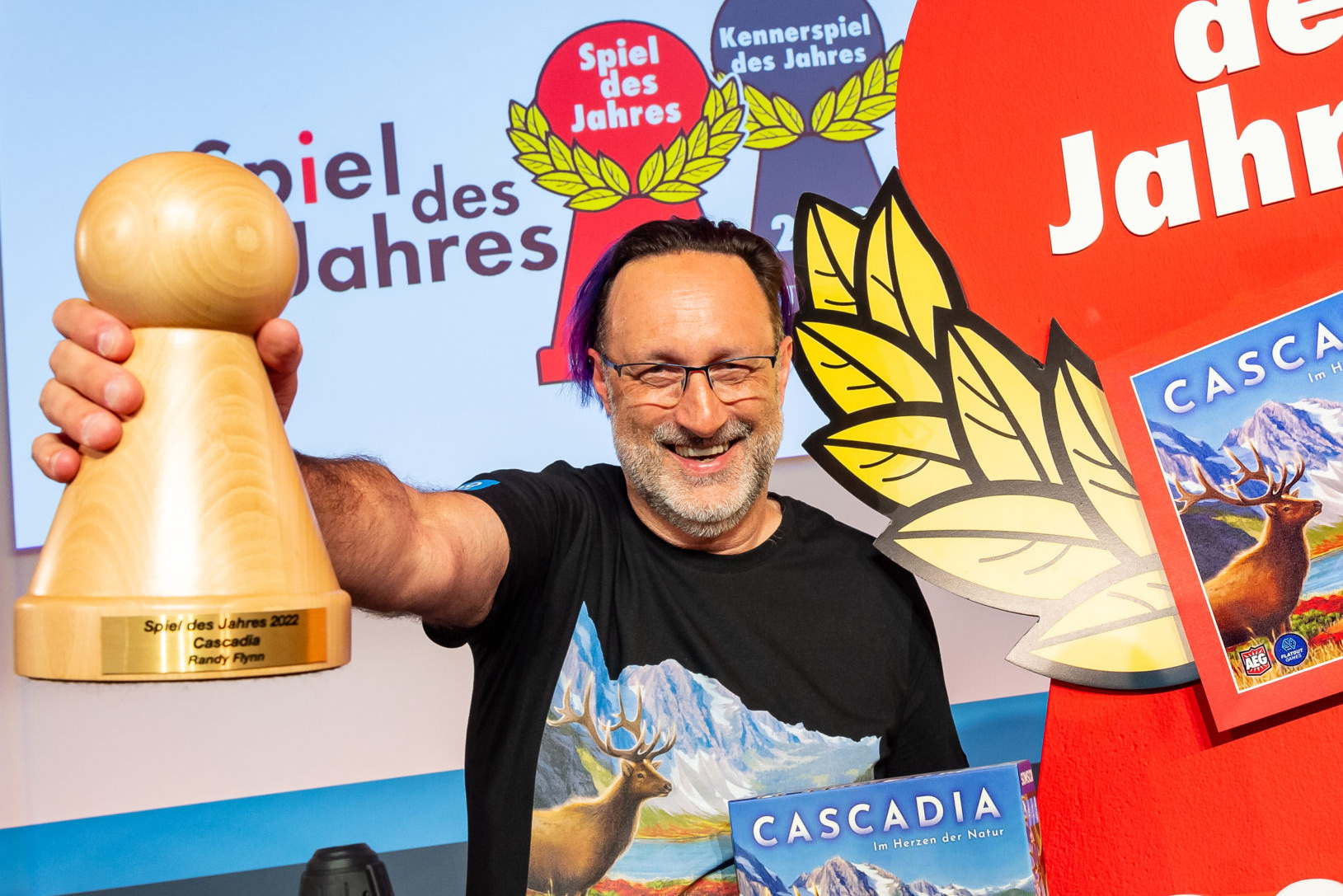
Randy Flynn, autore del gioco Cascadia, alla premiazione dell'edizione 2022

Lo Spiel des Jahres, letteralmente "gioco dell'anno" in tedesco, è un premio per giochi da tavolo e giochi di carte assegnato annualmente e scelto tra i giochi pubblicati in Germania. Venne introdotto nel 1978 da un gruppo di otto giornalisti specializzati nei giochi da tavolo per promuovere la qualità dei giochi da tavola nel mercato tedesco.

## Il premio
Per la sua longevità e per la grande diffusione che la cultura del gioco da tavolo ha in Germania è considerato tra i più importanti premi di giochi a livello mondiale.  Gli intenti dello Spiel des Jahres sono principalmente divulgativi, suo obiettivo principale è quello di far diventare il gioco da tavolo un bene culturale diffuso nelle famiglie e nella società. Il vincitore non riceve un premio in denaro, ma ha il permesso di porre il logo del premio sulle confezioni del gioco; si ritiene che la popolarità di questo riconoscimento rappresenti uno dei principali traini al mercato dei giochi da tavola tedeschi e la sola nomination allo Spiel des Jahres può incrementare le vendite di un gioco da 500-3.000 copie a 10.000 copie; il vincitore può incrementare le vendite da 300.000 a 500.000 copie.
A maggio di ogni anno avviene la proclamazione dei giochi nominati, che concorrono all'attribuzione del premio, e dei giochi "altamente raccomandati", che per la loro qualità sono comunque raccomandati dalla giuria; agli inizi di luglio si tiene la conferenza stampa con l'annuncio del gioco vincitore.

## Criteri di assegnazione

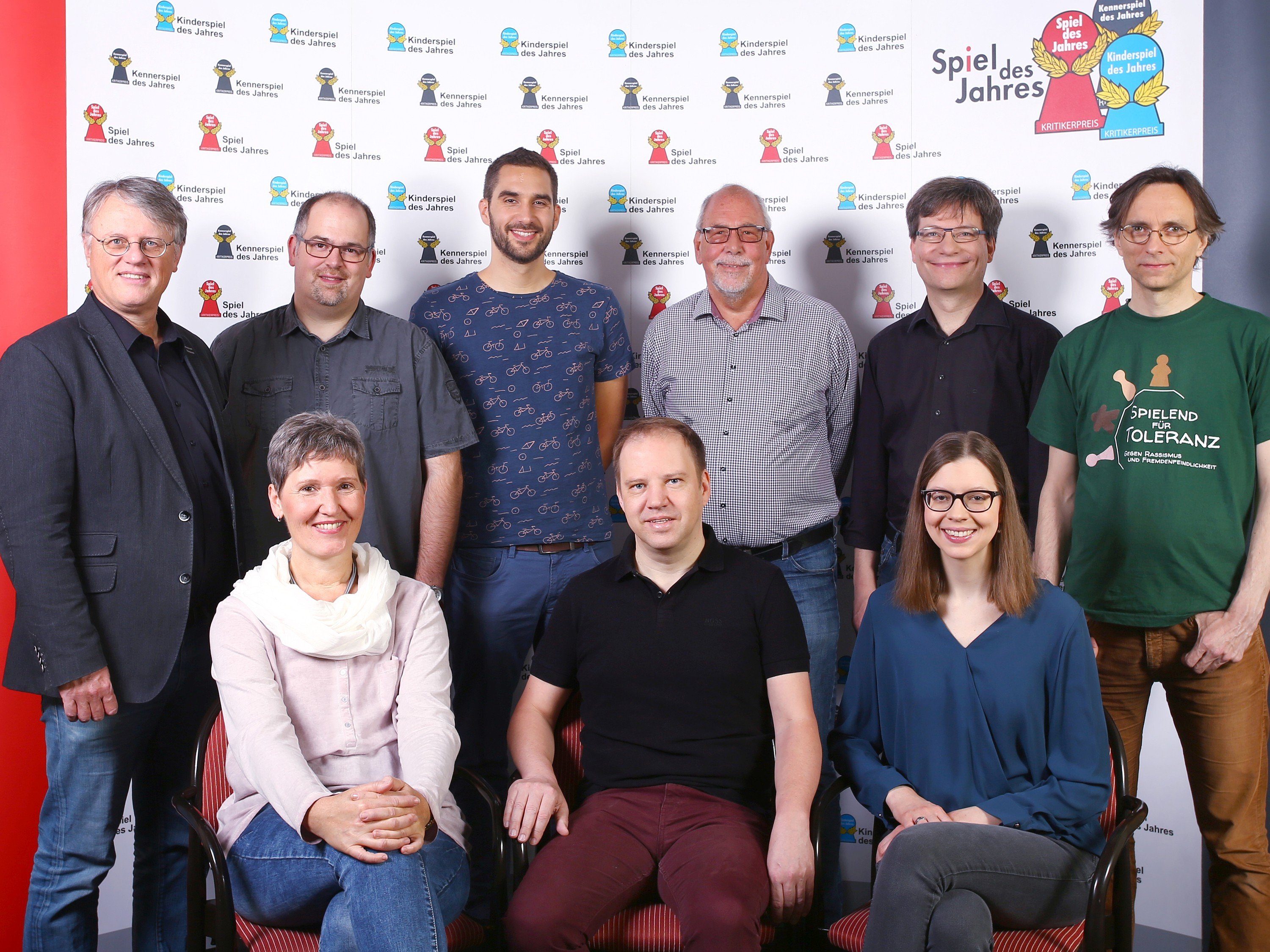
La giuria del premio nel 2019.

La giuria è formata da un gruppo di giornalisti che si occupano attivamente di giochi da tavolo, con rubriche su giornali o altri mezzi di comunicazione e che non siano dipendenti in alcun modo da case editrici di gioco. Nuovi membri vengono cooptati dalla giuria tra chi soddisfa questo criterio. Dal 1989 l'organizzazione chiede agli editori una percentuale sulle vendite dei giochi. Queste somme vengono usate per finanziare le sue attività, per esempio sussidi ad autori meritevoli.
A maggio di ogni anno i giochi candidati vengono scelti tra i giochi pubblicati in Germania nell'anno precedente o entro il maggio dell'anno in corso, sono esclusi prototipi e produzioni amatoriali.. I criteri generali su cui un gioco viene valutato sono:
1. Originalità e idea alla base del gioco;
2. Struttura e chiarezza del regolamento;
3. Componentistica;
4. Meccanica di gioco[7].

Annualmente la giuria del premio cerca di trovare quello che più si avvicina al "gioco perfetto", ovvero quello adatto ad ogni esigenza, preferenza e situazione, sempre tenendo a mente che sia un titolo adatto a promuovere e rafforzare "la diffusione del gioco come bene culturale nella famiglia e nella società", così come indicato alla voce "scopo" nello statuto dell'organizzazione.

## Gli altri premi

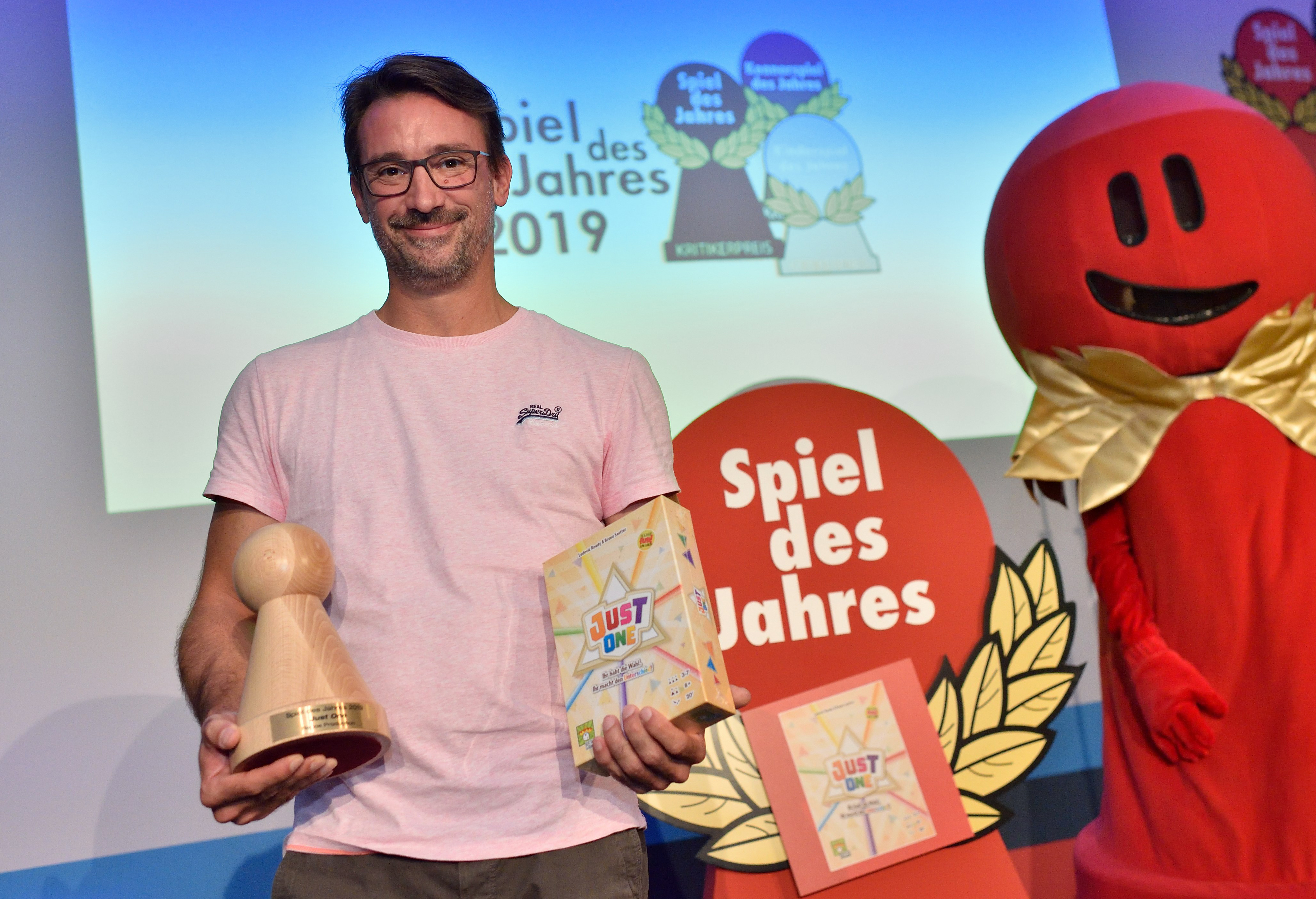
Bruno Sautter, uno dei due autori del gioco Just One, alla premiazione dell'edizione 2019 del premio.

La giuria si riserva di assegnare premi in categorie speciali quando lo ritiene necessario e nel corso degli anni sono stati creati altri due premi fissi:
- Dal 1989 viene assegnato un premio separato riservato ai giochi per bambini, il Kinderspiel des Jahres. Oltre alle nomination per il premio, la giuria stila anche una lista di giochi "altamente raccomandati" e occasionalmente assegna premi speciali ai giochi meritevoli che però non rientrano nelle categorie a cui è riservato lo Spiel des Jahres.
- Nel 2011 è stato introdotto anche il premio Kennerspiel des Jahres, ovvero il miglior gioco per "esperti". Questo premio è stato creato per poter continuare ad offrire un orientamento a quel gruppo, sempre più numeroso, di giocatori che sono cresciuti con lo Spiel des Jahres e che grazie a questo si sono addentrati in modo sempre più intensivo nell'hobby, ma desiderano ancora appoggiarsi alla guida e alla fiducia date dal marchio Spiel des Jahres[9].

## Vincitori

### Premio Gioco dell'Anno
| Anno | v         | Gioco                                    | Autore                                           | Editore                            |
| ---- | --------- | ---------------------------------------- | ------------------------------------------------ | ---------------------------------- |
| 1979 | vincitore | La lepre e la tartaruga                  | David Parlett                                    | Ravensburger                       |
| 1980 | vincitore | Rummikub                                 | Ephraim Hertzano                                 | Intelli                            |
| 1981 | vincitore | Focus                                    | Sid Sackson                                      | Parker Brothers                    |
| 1982 | vincitore | Sagaland                                 | Alex Randolph e Michel Matschoss                 | Ravensburger                       |
| 1983 | vincitore | Scotland Yard                            | Werner Schlegel e altri                          | Ravensburger                       |
| 1984 | vincitore | Dampfross                                | David G. Watts                                   | Schmidt Spiele                     |
| 1985 | vincitore | Sherlock Holmes consulente investigativo | Anthony Uruburu                                  | Franckh-Kosmos                     |
| 1986 | vincitore | Heimlich & Co.                           | Wolfgang Kramer                                  | Ravensburger                       |
| 1987 | vincitore | Auf Achse                                | Wolfgang Kramer                                  | F.X. Schmid                        |
| 1988 | vincitore | Barbarossa                               | Klaus Teuber                                     | ASS                                |
| 1989 | vincitore | Café International                       | Rudi Hoffmann                                    | Mattel                             |
| 1990 | vincitore | Adel verpflichtet                        | Klaus Teuber                                     | F.X. Schmid                        |
| 1991 | vincitore | Drunter & Drüber                         | Klaus Teuber                                     | Hans im Glück                      |
| 1992 | vincitore | Campionato italiano                      | Rob Bontenbal                                    | Jumbo                              |
| 1993 | vincitore | Bluff                                    | Richard Borg                                     | F.X. Schmid                        |
| 1994 | vincitore | Manhattan                                | Andreas Seyfarth                                 | Hans im Glück                      |
| 1995 | vincitore | I coloni di Catan                        | Klaus Teuber                                     | Franckh-Kosmos                     |
| 1996 | vincitore | El Grande                                | Wolfgang Kramer e Richard Ulrich                 | Hans im Glück                      |
| 1997 | vincitore | Mississippi Queen                        | Werner Hodel                                     | Goldsieber Spiele                  |
| 1998 | vincitore | Elfenland                                | Alan R. Moon                                     | Amigo Spiele                       |
| 1999 | vincitore | Tikal                                    | Wolfgang Kramer e Michael Kiesling               | Ravensburger                       |
| 1999 | candidato | Giganten                                 | Wilko Manz                                       | Kosmos                             |
| 1999 | candidato | Union Pacific                            | Alan R. Moon                                     | Amigo Spiele                       |
| 2000 | vincitore | Torres                                   | Wolfgang Kramer e Michael Kiesling               | F.X. Schmid                        |
| 2000 | candidato | Carolus Magnus                           | Leo Colovini                                     | Winning Moves                      |
| 2000 | candidato | Citadels                                 | Bruno Faidutti                                   | Hans im Glück                      |
| 2001 | vincitore | Carcassonne                              | Klaus-Jürgen Wrede                               | Hans im Glück                      |
| 2001 | candidato | Das Amulett                              | Alan R. Moon e Aaron Weissblum                   | Goldsieber Spiele                  |
| 2001 | candidato | Zapp Zerapp                              | Heinz Meister e Klaus Zoch                       | Zoch Verlag                        |
| 2002 | vincitore | Villa Paletti                            | Bill Payne                                       | Zoch Verlag                        |
| 2002 | candidato | Puerto Rico                              | Andreas Seyfarth                                 | Alea Ravensburger                  |
| 2002 | candidato | Trans America                            | Franz-Benno Delonge                              | Winning Moves                      |
| 2003 | vincitore | Alhambra                                 | Dirk Henn                                        | Queen Games                        |
| 2003 | candidato | Clans                                    | Leo Colovini                                     | Winning Moves                      |
| 2003 | candidato | Die Dracheninsel                         | Tom Schoeps                                      | Amigo Spiele                       |
| 2004 | vincitore | Ticket to Ride                           | Alan R. Moon                                     | Days of Wonder                     |
| 2004 | candidato | Dawn Under                               | Norbert Proena                                   | Zoch Verlag                        |
| 2004 | candidato | Geniale!                                 | Reiner Knizia                                    | Kosmos                             |
| 2004 | candidato | Raja: Costruire Palazzi in India         | Wolfgang Kramer e Michael Kiesling               | Phalanx                            |
| 2004 | candidato | Saint Petersburg                         | Michael Tummelhofer                              | Hans im Glück                      |
| 2005 | vincitore | Niagara                                  | Thomas Liesching                                 | Zoch Verlag                        |
| 2005 | candidato | Verflixxt                                | Wolfgang Kramer e Michael Kiesling               | Ravensburger                       |
| 2005 | candidato | Around the World in 80 Days              | Michael Rieneck                                  | Kosmos                             |
| 2005 | candidato | Jambo                                    | Rüdiger Dorn                                     | Kosmos                             |
| 2005 | candidato | Himalaya                                 | Régis Bonnessée                                  | Tilsit Editions                    |
| 2006 | vincitore | Thurn und Taxis                          | Andreas Seyfarth e Karen Seyfarth                | Hans im Glück                      |
| 2006 | candidato | Aqua Romana                              | Martin Schlegel                                  | Queen Games                        |
| 2006 | candidato | Blue Moon City                           | Reiner Knizia                                    | Kosmos                             |
| 2006 | candidato | Just 4 Fun                               | Jürgen P. K. Grunau                              | Kosmos                             |
| 2006 | candidato | Seeräuber                                | Stefan Dorra                                     | Queen Games                        |
| 2007 | vincitore | Zooloretto                               | Michael Schacht                                  | Abacus Spiele                      |
| 2007 | candidato | Thebes                                   | Peter Prinz                                      | Queen Games                        |
| 2007 | candidato | Yspahan                                  | Sébastien Pauchon                                | Ystari/HUCH & friends              |
| 2007 | candidato | The Thief of Baghdad                     | Thorsten Gimmler                                 | Queen Games                        |
| 2007 | candidato | Die Baumeister von Arkadia               | Rüdiger Dorn                                     | Ravensburger                       |
| 2008 | vincitore | Keltis                                   | Reiner Knizia                                    | Kosmos                             |
| 2008 | candidato | Stone Age                                | Michael Tummelhofer                              | Hans im Glück                      |
| 2008 | candidato | Witch's Brew (Wie verhext!)              | Andreas Pelikan                                  | Alea Ravensburger                  |
| 2008 | candidato | Blox                                     | Wolfgang Kramer, Jürgen P.K. Grunau, Hans Raggan | Ravensburger                       |
| 2008 | candidato | Suleika                                  | Dominique Ehrhard                                | Zoch Verlag                        |
| 2009 | vincitore | Dominion                                 | Donald X. Vaccarino                              | Hans im Glück                      |
| 2009 | candidato | Fits                                     | Reiner Knizia                                    | Ravensburger                       |
| 2009 | candidato | Finca                                    | Ralf zur Linde e Wolfgang Sentker                | Hans im Glück                      |
| 2009 | candidato | Fauna                                    | Friedemann Friese                                | HUCH & Friends                     |
| 2009 | candidato | Pandemia                                 | Matt Leacock                                     | Pegasus Spiele                     |
| 2010 | vincitore | Dixit                                    | Jean-Louis Roubira                               | Libellud                           |
| 2010 | candidato | Portrayal                                | William P. Jacobson e Amanda A. Kohout           | Asmodée Éditions                   |
| 2010 | candidato | A la Carte                               | Karl-Heinz Schmiel                               | Moskito/Heidelberger               |
| 2010 | candidato | Roll Through the Ages: The Bronze Age    | Matt Leacock                                     | Pegasus Spiele                     |
| 2010 | candidato | Fresco                                   | Marco Ruskowski e Marcel Süßelbeck               | Queen Games                        |
| 2011 | vincitore | Qwirkle                                  | Susan McKinley Ross                              | Schmidt Spiele                     |
| 2011 | candidato | Asara                                    | Wolfgang Kramer e Michael Kiesling               | Ravensburger                       |
| 2011 | candidato | L'Isola Proibita                         | Matt Leacock                                     | Schmidt Spiele                     |
| 2012 | vincitore | Kingdom Builder                          | Donald X. Vaccarino                              | Queen Games                        |
| 2012 | candidato | Las Vegas                                | Rüdiger Dorn                                     | Alea Ravensburger                  |
| 2012 | candidato | Eselsbrücke                              | Stefan Dorra e Ralf zur Linde                    | Schmidt Spiele                     |
| 2013 | vincitore | Hanabi                                   | Antoine Bauza                                    | Asmodée Éditions                   |
| 2013 | candidato | Augustus                                 | Paolo Mori                                       | Hurrican                           |
| 2013 | candidato | Qwixx                                    | Steffan Benndorf e Ralf zur Linde                | GameFactory                        |
| 2014 | vincitore | Camel Up                                 | Steffen Bogen                                    | Eggertspiele/Pegasus Spiele        |
| 2014 | candidato | Splendor                                 | Marc André                                       | Space Cowboys/Asmodée Éditions     |
| 2014 | candidato | Concept                                  | Gaëtan Beaujannot e Alain Rivollet               | Repos Production/Asmodée Éditions  |
| 2015 | vincitore | Colt Express                             | Christophe Raimbault                             | Ludonaute                          |
| 2015 | candidato | Machi Koro                               | Masao Suganuma                                   | Kosmos                             |
| 2015 | candidato | The Game                                 | Steffen Benndorf                                 | Nürnberger Spielkarten Verlag      |
| 2016 | vincitore | Nome in codice                           | Vlaada Chvatil                                   | Czech Games Edition                |
| 2016 | candidato | Imhotep                                  | Phil Walker-Harding                              | Kosmos                             |
| 2016 | candidato | Karuba                                   | Rüdiger Dorn                                     | HABA                               |
| 2017 | vincitore | Kingdomino                               | Bruno Cathala                                    | Pegasus Spiele                     |
| 2017 | candidato | Magic Maze                               | Kasper Lapp                                      | Pegasus Spiele                     |
| 2017 | candidato | The Legendary El Dorado                  | Reiner Knizia                                    | Ravensburger                       |
| 2018 | vincitore | Azul                                     | Michael Kiesling                                 | Next Move/Plan B Games             |
| 2018 | candidato | Luxor                                    | Rüdiger Dorn                                     | Queen Games                        |
| 2018 | candidato | The mind                                 | Wolfgang Warsch                                  | Nürnberger-Spielkarten-Verlag      |
| 2019 | vincitore | Just One                                 | Ludovic Roudy e Bruno Sautter                    | Repos Production                   |
| 2019 | candidato | L.A.M.A.                                 | Reiner Knizia                                    | Amigo                              |
| 2019 | candidato | Werwörter                                | Ted Alspach                                      | Ravensburger                       |
| 2020 | vincitore | Pictures                                 | Christian Stöhr, Daniela Stöhr                   | PD-Verlag                          |
| 2020 | candidato | Nova Luna                                | Uwe Rosenberg, Corné van Moorsel                 | Edition Spielweise, Pegasus Spiele |
| 2020 | candidato | My City                                  | Reiner Knizia                                    | Kosmos                             |
| 2021 | vincitore | MicroMacro: Crime City                   | Johannes Sich                                    | Edition Spielweise, Pegasus Spiele |
| 2021 | candidato | The Adventures of Robin Hood             | Michael Menzel                                   | Kosmos                             |
| 2021 | candidato | Zombie Teenz                             | Annick Lobet                                     | Scorpion Masqué                    |
| 2022 | vincitore | Cascadia                                 | Randy Flynn                                      | Flatout Games                      |
| 2022 | candidato | Scout                                    | Kei Kajino                                       | Oink Games                         |
| 2022 | candidato | Top Ten                                  | Aurélien Picolet                                 | Ghenos Games                       |
| 2023 | vincitore | Dorfromantik                             | Michael Palm e Lukas Zach                        | Pegasus Spiele                     |
| 2023 | candidato | Fun Facts                                | Kasper Lapp                                      | Repos Productions                  |
| 2023 | candidato | Next Station London                      | Matthew Dunstan                                  | HCM Kinzel                         |
| 2024 | vincitore | Sky Team                                 | Luc Rémond                                       | Scorpion Masqué                    |
| 2024 | candidato | In the Footsteps of Darwin               | Grégory Grard e Matthieu Verdier                 | Sorry We Are French                |
| 2024 | candidato | Captain Flip                             | Remo Conzadori e Paolo Mori                      | PlayPunk                           |

### Premio Kennerspiel des Jahres
| Anno | v         | Gioco                                      | Autore                                           | Editore                             |
| ---- | --------- | ------------------------------------------ | ------------------------------------------------ | ----------------------------------- |
| 2011 | vincitore | 7 Wonders                                  | Antoine Bauza                                    | Repos Production                    |
| 2011 | candidato | Strasbourg                                 | Stefan Feld                                      | Pegasus Spiele                      |
| 2011 | candidato | Lancaster                                  | Matthias Cramer                                  | Queen Games                         |
| 2012 | vincitore | Village                                    | Inka Brand, Markus Brand                         | Eggertspiele/Pegasus Spiele         |
| 2012 | candidato | K2                                         | Adam Kałuża                                      | rebel.pl/Heidelberger Spieleverlag  |
| 2012 | candidato | Targi                                      | Andreas Steiger                                  | Kosmos                              |
| 2013 | vincitore | Le Leggende di Andor                       | Michael Menzel                                   | Kosmos                              |
| 2013 | candidato | Die Palaste von Carrara                    | Wolfgang Kramer, Michael Kiesling                | Hans im Glück                       |
| 2013 | candidato | Bruges                                     | Stefan Feld                                      | Hans im Glück                       |
| 2014 | vincitore | Istanbul                                   | Rüdiger Dorn                                     | Pegasus Spiele                      |
| 2014 | candidato | Concordia                                  | Mac Gerdts                                       | PD-Verlag/Heidelberger Spieleverlag |
| 2014 | candidato | Rokoko                                     | Matthias Cramer, Louis Malz, Stefan Malz         | Eggertspiele/Pegasus Spiele         |
| 2015 | vincitore | Broom Service                              | Andreas Pelikan, Alexander Pfister               | Alea Ravensburger                   |
| 2015 | candidato | Elysium                                    | Brett J. Gilbert, Matthew Dunstan                | Space Cowboys                       |
| 2015 | candidato | Orléans                                    | Reiner Stockhausen                               | dlp games                           |
| 2016 | vincitore | Isle of Skye                               | Andreas Pelikan, Alexander Pfister               | Lookout games                       |
| 2016 | candidato | Pandemic Legacy: Season 1                  | Matt Leacock, Rob Daviau                         | Z-Man Games                         |
| 2016 | candidato | T.I.M.E. Stories                           | Manuel Rozoy                                     | Space Cowboys                       |
| 2017 | vincitore | Exit - Das Spiel                           | Inka Brand, Markus Brand                         | Kosmos                              |
| 2017 | candidato | Räuber der Nordsee                         | Shem Philips                                     | Schwerkraft                         |
| 2017 | candidato | Terraforming Mars                          | Jakob Fryxelius                                  | Schwerkraft                         |
| 2018 | vincitore | Ciarlatani di Quedlinburgo                 | Wolfgang Warsch                                  | Schmidt Spiele (Devir)              |
| 2018 | candidato | Ganz Schön Clever                          | Wolfgang Warsch                                  | Schmidt Spiele                      |
| 2018 | candidato | Heaven & Ale                               | Michael Kiesling, Andreas Schmidt                | Eggertspiele                        |
| 2019 | vincitore | Wingspan                                   | Elizabeth Hargrave                               | Feuerland                           |
| 2019 | candidato | Carpe Diem                                 | Stefan Feld                                      | Alea                                |
| 2019 | candidato | Detective                                  | Ignacy Trzewiczek, Przemysław Rymer, Jakub Łapot | Portal, Pegasus                     |
| 2020 | vincitore | The Crew                                   | Thomas Sing                                      | Kosmos. Giochi Uniti                |
| 2020 | candidato | Cartographers                              | Jordy Adan                                       | Pegasus Spiele (Raven)              |
| 2020 | candidato | The King's Dilemma                         | Hjalmar Hach, Lorenzo Silva                      | Horrible Guild                      |
| 2021 | vincitore | Paleo                                      | Peter Rustemeyer                                 | Hans im Glück                       |
| 2021 | candidato | Fantasy Realms                             | Bruce Glassco                                    | Strohmann Games, WizKids            |
| 2021 | candidato | Le rovine perdute di Arnak                 | Michaela Štachová, Michal Štach                  | Czech Games Edition                 |
| 2022 | vincitore | Living Forest                              | Aske Christiansen                                | Libellud / GateonGames              |
| 2022 | candidato | Cryptid                                    | Hal Duncan, Ruth Veevers                         | Osprey Games / Playagame Edizioni   |
| 2022 | candidato | Dune: Imperium                             | Paul Dennen                                      | Asmodée Éditions                    |
| 2023 | vincitore | Challengers!                               | Johannes Krenner e Markus Slawitscheck           | 1 More Time Games/Z-Man Games       |
| 2023 | candidato | Iki                                        | Koota Yamada                                     | Giant Roc/Sorry We Are French       |
| 2023 | candidato | Planet Unknown                             | Ryan Lambert e Adam Rehberg                      | Strohmann Games/Adam's Apple Games  |
| 2024 | vincitore | Daybreak                                   | Matt Leacock e Matteo Menapace                   | Schmidt Spiele                      |
| 2024 | candidato | The Guild of Merchant Explorers            | Matthew Dunstan e Brett J. Gilbert               | Skellig Games/AEG                   |
| 2024 | candidato | Ticket to Ride Legacy: Legends of the West | Rob Daviau, Matt Leacock e Alan R. Moon          | Days of Wonder                      |

## Premi speciali
Oltre alle normali candidature la giuria ha assegnato, nel corso degli anni, vari premi speciali a giochi che per vari motivi non sono rientrati nella categoria di giochi per famiglie.

### Premio Gioco più bello
| Anno | Gioco                                               | Autore                             | Editore            |
| ---- | --------------------------------------------------- | ---------------------------------- | ------------------ |
| 1979 | Seti                                                | Andreas Steiner e Hartmut Witt     | Bütehorn Spiele    |
| 1980 | Das Spiel                                           | Reinhold Wittig                    | Edition Perlhuhn   |
| 1981 | Ra                                                  | Marco Donadoni                     | International Team |
| 1982 | Skript                                              | Henri Sala                         | Jumbo              |
| 1983 | Wir füttern die kleinen Nilpferde                   | Reinhold Wittig                    | Edition Perlhuhn   |
| 1984 | Uisge                                               | Roland Siegers                     | Hexagames          |
| 1985 | I tre maghi (Die drei Magier)                       | Johann Rüttinger                   | Drei Magier Spiele |
| 1986 | Müller & Sohn                                       | Reinhold Wittig                    | Franckh-Kosmos     |
| 1987 | Orient Express (Tatort Nachtexpress)                | Jeff Smets                         | Jumbo              |
| 1988 | Inkognito                                           | Alex Randolph e Leo Colovini       | Milton Bradley     |
| 1989 | Henne Berta                                         | Geni Wyss                          | HABA               |
| 1990 | Life Style                                          | Christian Raffeiner e Helmut Walch | Ravensburger       |
| 1991 | Labirinto Magico Master (Das Labyrinth der Meister) | Max Kobbert                        | Ravensburger       |
| 1993 | Kula Kula                                           | Reinhold Wittig                    | Blatz Spiele       |
| 1994 | Doctor Faust                                        | Reinhold Wittig                    | Blatz Spiele       |
| 1995 | Tri-Ba-Lance                                        | Michael Sohre                      | Theta Promotions   |
| 1996 | Venice Connection                                   | Alex Randolph                      | Drei Magier Spiele |
| 1997 | Aztec                                               | Niek Neuwahl                       | Zoch Verlag        |

### Premio Miglior solitario
| Anno | Gioco         | Autore     | Editore |
| ---- | ------------- | ---------- | ------- |
| 1980 | Cubo di Rubik | Ernő Rubik | Arxon   |

### Premio Gioco cooperativo per famiglie
| Anno | Gioco     | Autore            | Editore |
| ---- | --------- | ----------------- | ------- |
| 1988 | Sauerbaum | Johannes Tranelis | Herder  |

### Premio Puzzle
| Anno | Gioco           | Autore | Editore        |
| ---- | --------------- | ------ | -------------- |
| 1995 | 3D Krimi-Puzzle | -      | Milton Bradley |

### Premio Gioco d'abilità
| Anno | Gioco       | Autore         | Editore           |
| ---- | ----------- | -------------- | ----------------- |
| 1996 | Carabande   | Jean du Poel   | Goldsieber Spiele |
| 1997 | Husarengolf | Torsten Marold | Abacusspiele      |

### Premio Gioco letterario
| Anno | Gioco                   | Autore        | Editore |
| ---- | ----------------------- | ------------- | ------- |
| 2001 | Il Signore degli Anelli | Reiner Knizia | Kosmos  |

### Premio Gioco storico
| Anno | Gioco | Autore         | Editore          |
| ---- | ----- | -------------- | ---------------- |
| 2001 | Troia | Thomas Fackler | Zeitstein Spiele |

### Premio Gioco fantasy
| Anno | Gioco                | Autore                      | Editore        |
| ---- | -------------------- | --------------------------- | -------------- |
| 2006 | Shadows over Camelot | Serge Laget e Bruno Cathala | Days of Wonder |

### Premio Gioco complesso
| Anno | Gioco    | Autore        | Editore       |
| ---- | -------- | ------------- | ------------- |
| 2006 | Caylus   | William Attia | Ystari        |
| 2008 | Agricola | Uwe Rosenberg | Lookout Games |

### Premio speciale Kennerspiel
| Anno | Gioco                      | Autore                    | Editore       |
| ---- | -------------------------- | ------------------------- | ------------- |
| 2018 | Pandemic Legacy - Season 2 | Matt Leacock e Rob Daviau | Z-Man Games   |
| 2023 | Unlock! Game Adventures    | Cyril Demaegd             | Space Cowboys |